# Colazione sull'erba (Manet)
Colazione sull'erba (Le Déjeuner sur l'herbe) è un dipinto del pittore francese Édouard Manet, realizzato nel 1863 e conservato al Museo d'Orsay di Parigi.

## Storia

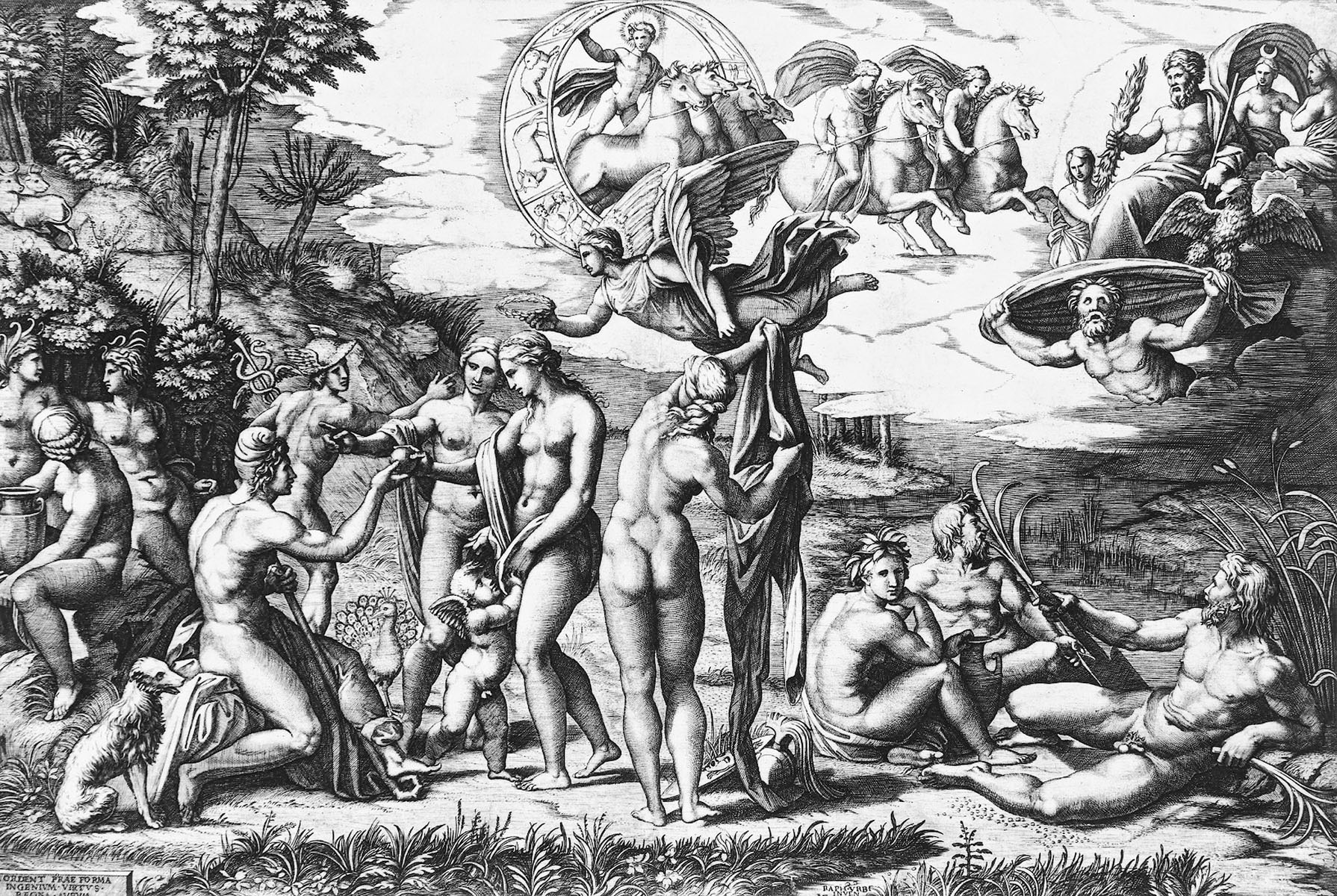
Marcantonio Raimondi, Giudizio di Paride (da Raffaello; 1510-1520 circa); incisione,, The Metropolitan Museum of Art, New York. Manet prese ispirazione dal gruppo di divinità fluviali in basso a destra

### Gestazione dell'opera
Manet preparò la Colazione sull'erba con molta cura e dedizione. Già quando si recò all'Aia per ammirare i capolavori di Rembrandt eseguì alcune varianti del quadro Susanna al bagno. Le copie dimostrano una maggiore libertà compositiva ed espressiva rispetto alla tela del maestro olandese: in una di queste Manet vi introdusse un vecchio che spia furtivamente la donna, e un'altra fu ritoccata con l'aggiunta di diverse amiche di fiducia.
Se l'elaborazione ebbe già inizio nei Paesi Bassi, il progetto del dipinto fu definitivamente formulato nell'agosto 1862 quando, ad Argenteuil, Manet vide alcune fanciulle nuotare nella Senna. «Pare che io debba fare un nudo. E sia, lo farò, in un'atmosfera trasparente e con persone come quelle che vediamo laggiù». Se per l'apparato paesaggistico Manet si ispirò a uno scenario realmente esistente, si pensa l'île Saint-Ouen, per la struttura formale e compositiva fece ricorso all'eredità dei maestri del passato. La Colazione sull'erba, infatti, si propone come una rilettura di due famosi esempi rinascimentali: il Concerto campestre di Tiziano e alcune incisioni di Marcantonio Raimondi tratte dal Giudizio di Paride di Raffaello.
Manet lavorò alla Colazione sull'erba con piena dedizione e assiduità, nella prospettiva di consacrare la propria fortuna con questo lavoro. Egli, tuttavia, era da un lato consapevole che il dipinto avrebbe costituito una provocazione per il perbenismo borghese dell'epoca, a tal punto che — impaurito dagli attacchi della critica — arrivò a confidare a un amico: «Mi stroncheranno». Per questo motivo, quando il Salon nel 1863 gli rifiutò la Colazione sull'erba ed altri lavori, egli non fu molto sorpreso. Egli, tuttavia, non fu l'unica vittima dell'ostracismo della giuria, che non aveva accettato numerosissime altre opere. Per questo motivo Napoleone III decise di istituire un Salon des Refusés ("Salone dei Rifiutati"), così da consentire agli artisti non presenti nel Salon ufficiale di esporre comunque le loro opere. Manet, forte dell'avallo imperiale, decise di non lasciarsi sfuggire quest'opportunità e presso il Salon des Refusés espose la Colazione sull'erba.

### Lo scandalo della verità
La Colazione sull'erba fu al centro di uno dei più clamorosi scandali artistici dell'intera storia dell'arte. Gli animi benpensanti della borghesia di Parigi si indignarono rumorosamente di fronte alla donna nuda dipinta da Manet, e tacciarono l'intero quadro di una scandalosa «indecenza». Il nudo non solo era oggetto di studio nelle Accademie di tutto il mondo, ma era anche uno dei temi più accettati e consueti dell'intera storia dell'arte: gli artisti che si sono confrontati con il nudo, infatti, sono innumerevoli, da Sandro Botticelli (Nascita di Venere, 1482-1485 circa) a Diego Velázquez (Venere Rokeby, 1648 circa), passando per il veneratissimo Jean-Auguste-Dominique Ingres. Anche le due fonti iconografiche utilizzate dal Manet, il Concerto campestre e il Giudizio di Paride, raffiguravano nudi.

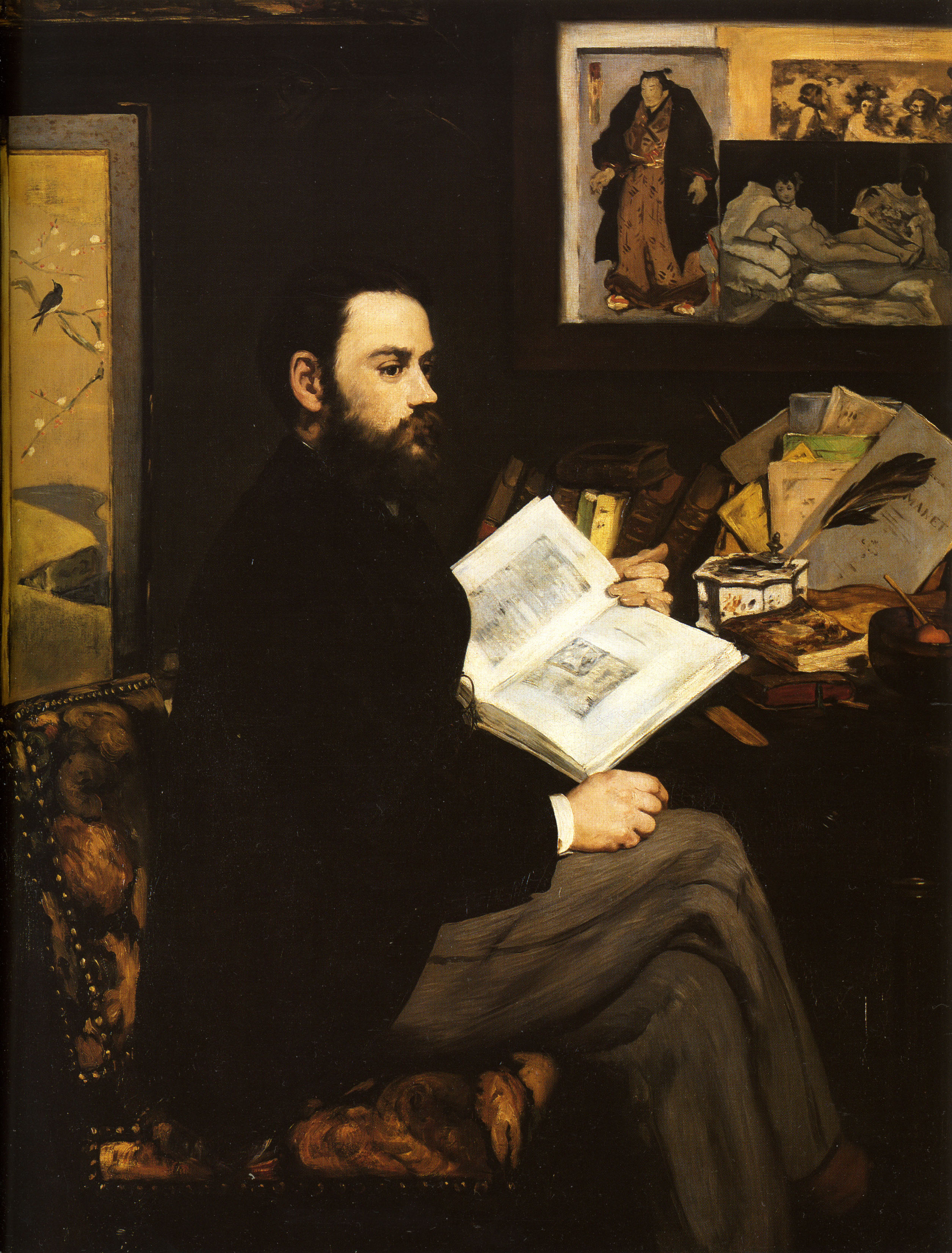
Édouard Manet, Ritratto di Émile Zola (1868); olio su tela, 146×114 cm, museo d'Orsay, Parigi. Zola fu un grande ammiratore delle opere di Manet.

Lo scandalo, infatti, non nasceva dalla scelta del tema, bensì dal fatto che la presenza della giovinetta nuda accanto ai due uomini vestiti non fosse giustificata da alcun pretesto mitologico, storico o letterario. La donna raffigurata da Manet non è una ninfa, o un personaggio mitologico, bensì è clamorosamente una parigina del tempo. A rincarare la dose neanche i suoi due compagni erano camuffati in paludamenti storici: ad abbigliarli non erano infatti abiti classici, o magari vesti rinascimentali, bensì «gli orribili costumi moderni francesi», come osservò disgustato il critico Hamilton. A sconcertare il pubblico era dunque il fatto che Manet avesse abbandonato il repertorio figurativo accademico e si fosse cimentato in un soggetto contemporaneo, fin troppo contemporaneo, senza ricorrere al «sostegno ipocrita del travestimento storico» (Abate). Il riferimento al Concerto campestre e al Giudizio di Paride, al posto di legittimare l'opera, la rendeva poi ancora più scandalosa, siccome macchiava Manet dell'orrendo crimine di aver disonorato il modello classico, al quale dovevano essere invece tributati venerazione e rispetto. Ma le polemiche non furono solo di ordine morale.
Come se non bastasse, anche la fattura stessa del dipinto fu ritenuta inaccettabile: sotto il profilo stilistico, infatti, l'opera è lontanissima dalla tradizione accademica, e furono in molti ad aver rimproverato Manet di non aver saputo usare né il chiaroscuro né la prospettiva geometrica (se ne parlerà più approfonditamente nel paragrafo Stile). Lo stesso Eugène Delacroix, che pur aveva valutato positivamente quattro anni prima Il bevitore di assenzio, denunciò la fattura pittorica del dipinto, affermando che: «La tinta stridente penetra negli occhi come una sega d'acciaio: i personaggi si stagliano tutti d'un pezzo con una crudezza che nessun compromesso addolcisce. Ha tutta l'asprezza di quei frutti che non matureranno mai».
Fu così che Manet, animato dal semplice desiderio di rappresentare la realtà in maniera sincera (scene come quella raffigurata nella Colazione sull'erba si potevano vedere ogni giorno a Parigi), venne accusato di aver voluto raffigurare «una comune prostituta, completamente nuda [...] fra quelli che sembrano due studenti in vacanza, che si comportano male per far vedere che sono uomini». Le critiche, tuttavia, furono innumerevoli: «il nudo, quando è dipinto da persone volgari, è indecente» malignava un critico d'arte, mentre un altro ancora criticava la «mania di vedere tramite macchie» propria di Manet. Per Didier de Montchaux il dipinto era «alquanto scabroso» e Thoré descrisse la figura maschile sulla destra come un beota «che non ha nemmeno l'idea di togliersi quell'orripilante cappello imbottito quando sta all'aperto», ritenendo sconvolgente «il contrasto tra quel fastidioso animale e il personaggio proprio di una scena pastorale, quale è la bagnante sullo sfondo». L'eco di quest'ondata di indignazione giunse anche a Napoleone III, che si recò personalmente a guardare il dipinto e subito lo ritenne uno spregevole insulto alla morale borghese. In seguito al risentimento dell'Imperatore la vicenda acquistò ulteriore notorietà e, come osservò a distanza di tempo il critico Théodore Duret, «Manet diventa di colpo il pittore di cui si parla maggiormente a Parigi!». Nonostante lo scandalo furioso, tutti ormai affluivano al Salon des Refusés pur di vedere la tela incriminata. Il celebre romanziere Émile Zola riferì:
(Émile Zola)

## Descrizione

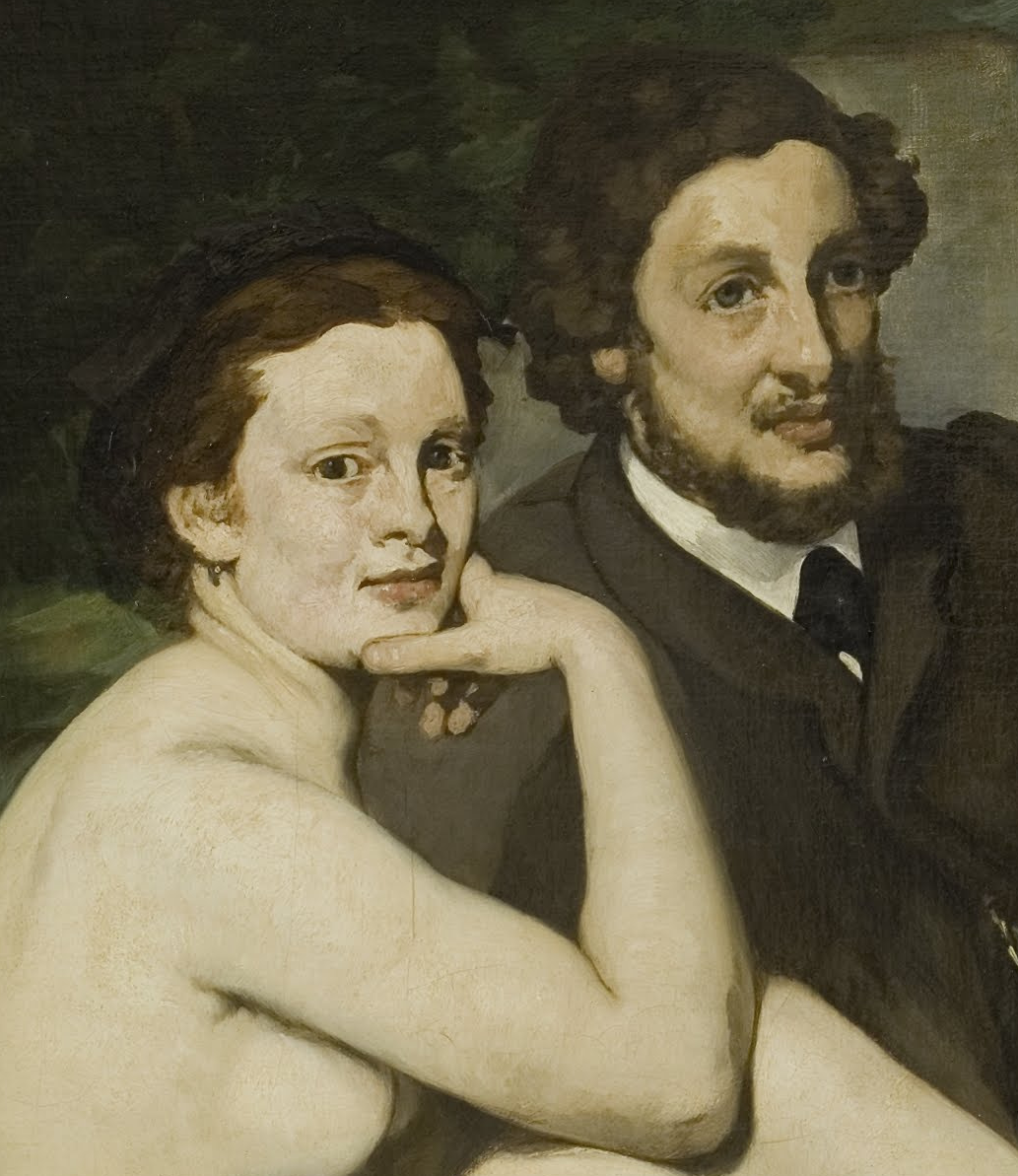
Colazione sull'erba, dettaglio raffigurante la ragazza e il suo compagno

La Colazione sull'erba raffigura un episodio squisitamente contemporaneo. Due uomini e una donna stanno consumando la merenda all'aperto, in una radura costeggiata dalla Senna, a poca distanza da Parigi (si presume presso l'île Saint-Ouen). Bisogna notare che i due signori sono vestiti con abiti moderni di città - veri e propri dandy del loro tempo - e stanno amabilmente conversando tra di loro. Quello a sinistra è lo scultore Ferdinand Karel Leenhoff, futuro cognato dell'artista, mentre a destra è raffigurato uno dei due fratelli di Manet, Eugène o Gustave, semisdraiato sul manto erboso e con il braccio allungato in direzione della giovane amica: si tratta di un gesto che evoca un dialogo, anche se sembra che nessuna delle figure rappresentate stia conversando. Si tratterebbe, in realtà, di una mossa derivata dall'incisione del Raimondi.
Alla destra della prima figura maschile troviamo infine una donna nuda che conversa, per la quale ha posato Victorine-Louise Meurent, all'epoca la modella prediletta di Manet. Con il mento posato sulla mano, la fanciulla volge lo sguardo verso lo spettatore (è l'unico personaggio della composizione a farlo), quasi a voler dialogare e intessere una relazione con chi sta osservando la scena, lasciandosi scappare contestualmente un enigmatico sorriso. Anche in questo caso la posa è filtrata attraverso l'incisione di Raimondi: la donna, tuttavia, è inequivocabilmente contemporanea («una donna ordinaria del demi-monde», per usare le parole di un critico). Per di più ella non è semplicemente nuda, ma addirittura denudata, forse perché in procinto di farsi il bagno nel fiume: nell'angolo in basso a sinistra, infatti, giacciono le sue vesti, nella fattispecie un cappellino di paglia di Firenze, adornato da un flessuoso nastro azzurro, e un abito dello stesso colore.
A fianco dei vestiti scomposti si trovano anche i resti della colazione: la frutta che rotola disordinatamente dal cestino, il pane e la fiaschetta d'argento costituiscono a tutti gli effetti una natura morta all'interno del dipinto stesso, e raccontano agevolmente la storia del picnic. Lo stesso Manet, d'altronde, amava dipingere nature morte e spesso le inseriva in composizioni di più ampio respiro, concedendo loro grande rilevanza e spazio, proprio come nella Colazione sull'erba. In alto, quasi al vertice di quell'ipotetico triangolo isoscele che racchiude le quattro figure, troviamo un'altra giovane ragazza, stavolta vestita con una camicia da giorno, intenta a bagnarsi i piedi nella limpida acqua del ruscello. Intorno a lei si dispiega un bosco verdeggiante e frondoso, dove troviamo anche un piccolo ciuffolotto in volo, il quale aggiunge una nota realistica e scanzonata all'intero dipinto.

## Stile
Dal punto di vista stilistico la Colazione sull'erba è caratterizzata da un'identità materica tra luce e colore. La luce, infatti, non colpisce semplicemente gli oggetti, bensì si immedesima col colore, e ne accentua le qualità. Riportiamo di seguito l'analisi condotta da Giulio Carlo Argan:
(Giulio Carlo Argan)

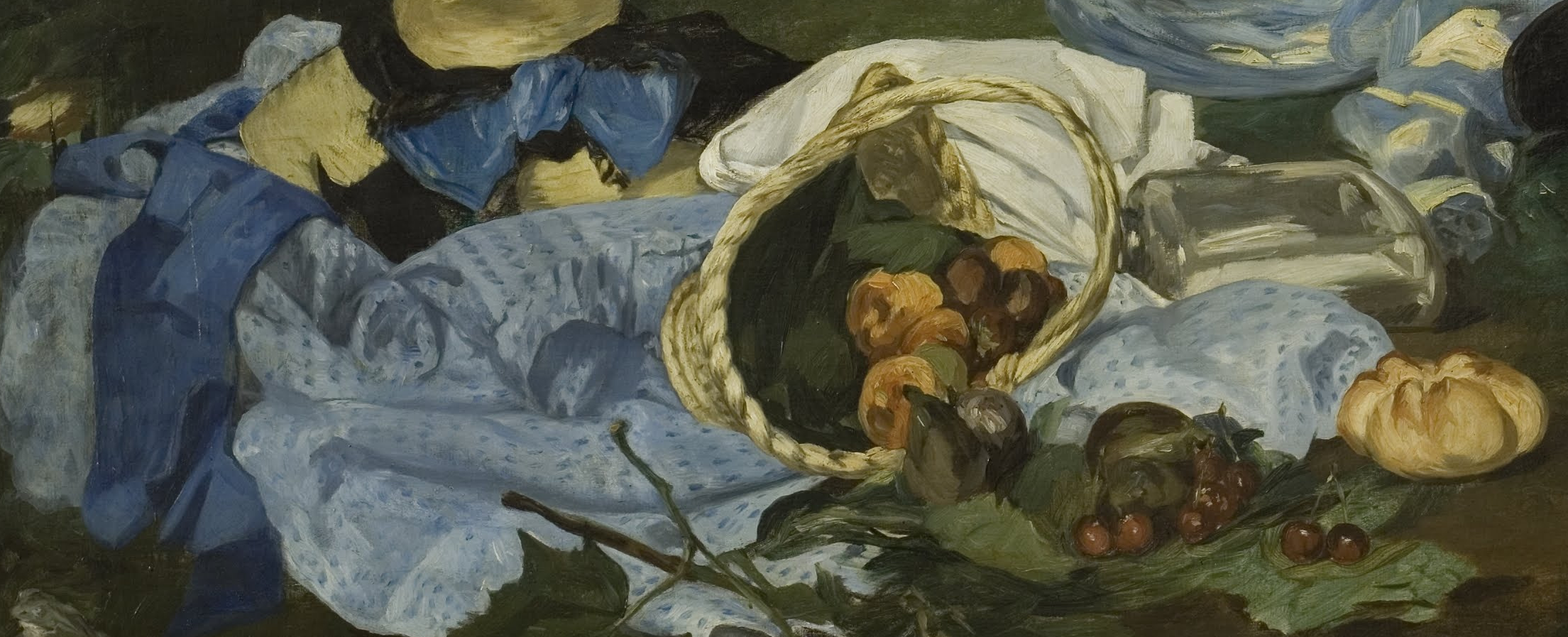
Colazione sull'erba, dettaglio raffigurante l'abito della ragazza e la natura morta all'interno del dipinto

Quest'intimo connubio tra luce e colore impone l'adozione di un disegno semplice e netto, privo di forti passaggi chiaroscurali. Manet, infatti, non modella le forme con il tradizionale sfumato costituito dal chiaroscuro, bensì impiega violenti contrasti tra luce ed ombra e stende il colore in campiture omogenee e brillanti, rinnegando le mezze tinte ed esaltando le relazioni e le reciproche influenze tra le varie masse cromatiche, giustapposte in modo da esaltarsi vicendevolmente. A notarlo è sempre l'Argan:
(Giulio Carlo Argan)
Manet, dunque, procede per via di solo colore, adottando uno stile compendiario che concede ampio spazio a dettagli non più che abbozzati. Per il medesimo processo gli spazi raffigurati nella Colazione sull'erba non sono imprigionati nella ristretta visione del reticolo prospettico. Manet, infatti, rinnega quasi totalmente la prospettiva geometrica: ciò è particolarmente evidente nella seconda figura femminile in alto, che non solo sembra quasi sospesa nel ruscello, bensì ha anche delle dimensioni decisamente sproporzionate, soprattutto se confrontate con le architetture arboree circostanti e la barca a remi alla sua destra: la donna a malapena vi entrerebbe.